# Adrián Ponce
Adrián Ponce (ur. 25 września 1961) – meksykański zapaśnik w stylu klasycznym. Olimpijczyk z Seulu 1988, gdzie odpadł w eliminacjach w kategorii 57 kg.
Zdobył srebrny medal mistrzostw panamerykańskich w 1988 roku. Piąty na Igrzyskach Panamerykańskich w 1987 roku.